# Николаевская церковь (Козелец)
Николаевская церковь — православный храм и памятник архитектуры национального значения в Козельце.

## История
Постановлением Кабинета Министров УССР от 24.08.1963 № 970 «Про упорядочение дела учёта и охраны памятников архитектуры на территории Украинской ССР» («Про впорядкування справи обліку та охорони пам’ятників архітектури на території Української РСР») присвоен статус памятник архитектуры национального значения с охранным № 845.
Установлена информационная доска.

## Описание
Николаевская церковь является примером традиционной украинской архитектуры Левобережья XVII-XVIII веков.
Сооружена в период 1781—1784 годы (по другим данным в 1745 году) на южной границе древней крепости на месте деревянной церкви. Построена в стиле позднего барокко с элементами классицизма на средства священника К. Тарловского и прихожан.
Каменная, двухэтажная, крестообразная в плане, к северному и южному рукавам примыкают низкие экседры (ниши), а с востока между рукавами располагаются криволинейные в плане камеры. Фасады украшены многопрофильным карнизом, завершаются треугольными фронтонами. Увенчана трёхъярусным куполом, каждый из которым представлен восьмериком, венчает главка с крестом.
В 1984 году был проведена реставрация.